# Souled Out
Souled Out foi um evento de wrestling profissional em forma de pay-per-view realizado pela World Championship Wrestling (WCW) nos meses de janeiro entre 1997 e 2000. Foi substituído em 2001 pelo WCW Sin. A WWE comprou a WCW em janeiro de 2001, no entanto, não houve outra edição do PPV.

## Edições
| Edição            | Data                  | Cidade                         | Arena                   | Evento principal                                                           | Ref.  |
| ----------------- | --------------------- | ------------------------------ | ----------------------- | -------------------------------------------------------------------------- | ----- |
| Souled Out (1997) | 25 de janeiro de 1997 | Cedar Rapids, Iowa             | Five Seasons Center     | Hollywood Hogan (c) vs. The Giant pelo WCW World Heavyweight Championship. | [ 1 ] |
| Souled Out (1998) | 24 de janeiro de 1998 | Trotwood, Ohio                 | Hara Arena              | Lex Luger vs. Randy Savage.                                                | [ 2 ] |
| Souled Out (1999) | 17 de janeiro de 1999 | Charleston, Virgínia Ocidental | Charleston Civic Center | Goldberg vs. Scott Hall em uma Ladder Stun Gun match.                      | [ 3 ] |
| Souled Out (2000) | 16 de janeiro de 2000 | Cincinnati, Ohio               | Firstar Center          | Chris Benoit vs. Sid Vicious pelo vago WCW World Heavyweight Championship. | [ 4 ] |

## 1997
Souled Out (1997) foi um evento pay-per-view realizado pela World Championship Wrestling, ocorreu no dia 25 de janeiro de 1997 no Five Seasons Center em Cedar Rapids, Iowa. No evento principal a luta entre Hollywood Hogan e The Giant pelo WCW World Heavyweight Championship acabou sem vencedor, o combate foi interrompido após os membros da nWo atacarem Giant. Com o resultado Hogan manteve o título. Esta foi a primeira edição da cronologia do Souled Out. 
| #                                | Resultados | Estipulação                                           | Tempo |
| -------------------------------- | --- | ----------------------------------------------------- | ----- |
| 1                                | Masahiro Chono derrotou Chris Jericho. | Singles match                                         | 11:08 |
| 2                                | Big Bubba Rogers derrotou Hugh Morrus (com Jimmy Hart) | Mexican Death match                                   | 09:03 |
| 3                                | Jeff Jarrett derrotou Mr. Wallstreet | Singles match                                         | 09:22 |
| 4                                | Buff Bagwell derrotou Scotty Riggs. | Singles match                                         | 13:51 |
| 5                                | Scott Norton derrotou Diamond Dallas Page por contagem. | Singles match                                         | 09:39 |
| 6                                | The Steiner Brothers (Rick e Scott) derrotaram The Outsiders (luta profissional) (Kevin Nash e Scott Hall) (c) O título foi devolvido a Hall e Nash duas noites mais tarde, porque o árbitro Randy Anderson cometeu um erro na contagem. | Tag team match pelo WCW World Tag Team Championship   | 14:43 |
| 7                                | Eddy Guerrero (c) derrotou Syxx. | Ladder match pelo WCW United States Championship      | 13:48 |
| 8                                | Hollywood Hogan (c) vs. The Giant acabou sem vencedor | Singles match pelo WCW World Heavyweight Championship | 11:00 |
| (c) - Campeão(s) antes das lutas | |                                                       |       |

## 1998
Souled Out (1998) foi um evento pay-per-view realizado pela World Championship Wrestling, ocorreu no dia 24 de janeiro de 1998 no Hara Arena em Trotwood, Ohio. Esta foi a segunda edição da cronologia do Souled Out. 
| #                                | Resultados | Estipulação                                          | Tempo |
| -------------------------------- | --- | ---------------------------------------------------- | ----- |
| 1                                | Juventud Guerrera, Super Caló, Lizmark, Jr. e Chavo Guerrero, Jr. derrotaram La Parka, Psicosis, Silver King e El Dandy.                    | Tag team match                                       | 09:30 |
| 2                                | Chris Benoit derrotou Raven. | Raven's Rules match                                  | 10:36 |
| 3                                | Chris Jericho derrotou Rey Mysterio, Jr. (c).                                                                                               | Singles match pelo WCW Cruiserweight Championship    | 08:28 |
| 4                                | Booker T (c) derrotou Rick Martel. | Singles match pelo WCW World Television Championship | 10:50 |
| 5                                | Larry Zbyszko (com Dusty Rhodes) derrotou Scott Hall (com Louie Spicolli) por desqualificação.                                              | Singles match                                        | 08:09 |
| 6                                | Ray Traylor e The Steiner Brothers (Rick e Scott) (com Ted DiBiase) derrotaram The nWo (Konnan, Scott Norton e Buff Bagwell) (com Vincent). | Six Man Tag team match                               | 12:20 |
| 7                                | Kevin Nash (com Hollywood Hogan e Eric Bischoff) derrotou The Giant.                                                                        | Singles match                                        | 10:47 |
| 8                                | Bret Hart derrotou Ric Flair. | Singles match                                        | 18:06 |
| 9                                | Lex Luger derrotou Randy Savage (com Miss Elizabeth)                                                                                        | Singles match                                        | 07:07 |
| (c) - Campeão(s) antes das lutas | |                                                      |       |

## 1999
Souled Out (1999) foi um evento pay-per-view realizado pela World Championship Wrestling, ocorreu no dia 17 de janeiro de 1999 no Charleston Civic Center em Charleston, Virgínia Ocidental. Esta foi a terceira edição da cronologia do Souled Out. 
| #                                | Resultados                                                                         | Estipulação                                              | Tempo |
| -------------------------------- | ---------------------------------------------------------------------------------- | -------------------------------------------------------- | ----- |
| 1                                | Chris Benoit derrotou Mike Enos.                                                   | Singles match                                            | 10:34 |
| 2                                | Norman Smiley derrotou Chavo Guerrero, Jr..                                        | Singles match                                            | 15:44 |
| 3                                | Fit Finlay derrotou Van Hammer.                                                    | Singles match                                            | 07:54 |
| 4                                | Bam Bam Bigelow derrotou Wrath.                                                    | Singles match                                            | 09:23 |
| 5                                | Lex Luger derrotou Konnan.                                                         | Singles match                                            | 09:31 |
| 6                                | Chris Jericho (com Ralphus) derrotou Perry Saturn.                                 | Loser wears a dress match                                | 11:44 |
| 7                                | Billy Kidman (c) derrotou Rey Misterio, Jr., Juventud Guerrera e Psicosis.         | Fatal-Four-Way match pelo WCW Cruiserweight Championship | 14:24 |
| 8                                | Ric Flair e David Flair (com Arn Anderson) derrotaram Barry Windham e Curt Hennig. | Tag team match                                           | 13:56 |
| 9                                | Goldberg derrotou Scott Hall.                                                      | Ladder Stun Gun match                                    | 17:44 |
| (c) - Campeão(s) antes das lutas |                                                                                    |                                                          |       |

## 2000
Souled Out (2000) foi um evento pay-per-view realizado pela World Championship Wrestling, ocorreu no dia 16 de janeiro de 2000 no Firstar Center em Cincinnati, Ohio. Esta foi a quarta e última edição da cronologia do Souled Out. 
| #                                | Resultados | Estipulação                                                | Tempo |
| -------------------------------- | --- | ---------------------------------------------------------- | ----- |
| 1                                | Billy Kidman derrotou Dean Malenko (com Shane Douglas) | Catch-as-Catch Can match                                   | 02:36 |
| 2                                | Vampiro derrotou David Flair (com Daffney) e Crowbar | Triangle match                                             | 10:32 |
| 3                                | Big Vito e Johnny the Bull (com Disco Inferno) derrotaram The Harris Brothers (Ron e Don). | Tag team match                                             | 09:33 |
| 4                                | Oklahoma derrotou Madusa (c) (com Spice). | Singles match pelo WCW Cruiserweight Championship          | 02:56 |
| 5                                | Brian Knobbs (c) derrotou Fit Finlay, Norman Smiley e Meng. | Fatal-Four-Way match pelo WCW Hardcore Championship        | 06:11 |
| 6                                | Billy Kidman derrotou Perry Saturn (com Shane Douglas) | Bunkhouse match                                            | 10:05 |
| 7                                | Booker T (com Midnight) derrotou Stevie Ray por desqualificação. | Singles match                                              | 06:30 |
| 8                                | Tank Abbott derrotou Jerry Flynn. | Singles match                                              | 01:39 |
| 9                                | Buff Bagwell derrotou Diamond Dallas Page | Last Man Standing match                                    | 11:00 |
| 10                               | The Wall (com Shane Douglas) derrotou Billy Kidman | Steel Cage match                                           | 05:03 |
| 11                               | Kevin Nash derrotou Terry Funk | Singles match para definir o novo WCW Commissioner         | 07:59 |
| 12                               | Chris Benoit derrotou Sid Vicious (com Arn Anderson como árbitro especial). Benoit teve seu título retirado quando foi mostrado um vídeo em que Sid estava com uma das pernas na corda durante o pin, na verdade Benoit havia deixado a WCW e assinado com a WWF. | Singles match pelo vago WCW World Heavyweight Championship | 14:50 |
| (c) - Campeão(s) antes das lutas | |                                                            |       |